# Sant Joan de l'Erm Nou
Sant Joan de l'Erm és un santuari al municipi de Montferrer i Castellbò (l'Alt Urgell), protegit com a bé cultural d'interès local. Va substituir Sant Joan de l'Erm Vell destruït el 1936, però construït en el pla de la Basseta, a cinc quilòmetres de distància del santuari vell.

## Arquitectura
Aquesta edificació conjuga l'arquitectura tradicional pirinenca amb les tendències arquitectòniques contemporànies. Els murs han estat construïts amb pedra pissarrosa i blocs de granit en les cantonades i pissarra en els llosats. L'interior presenta una divisió tripartita amb capçalera a llevant que sobresurt de la nau, de forma rectangular, sobre la qual s'aixeca la torre campanar de perfil triangular. El presbiteri, més estret que la nau, s'obre a aquesta a través d'un arc de secció parabòlica. A ponent s'obre la porta flanquejada a costat i costat per una sèrie de tres finestrals per on entra molta llum. Tant la porta com les finestres presenten una llinda triangular. Una rosassa situada a certa altura per damunt de la porta il·lumina la nau. És un edifici modern, amb un teulat a doble vessant, pronunciat i un campanar triangular situat darrere seu.

## Història
L'antic santuari de Sant Joan de l'Erm patí un incendi el mes de desembre de 1935 i, durant la guerra civil, a causa de la seva proximitat al front del Pallars, va completar la seva ruïna. Aquest santuari gaudia d'una llarga tradició tant en la comarca del Pallars com en la de l'Alt Urgell, ja que està situat en el límit d'ambdues. El santuari nou s'edificà després de la guerra civil en el Pla de la Basseta, més proper a la vila de Castellbò, a uns 5 km de l'emplaçament de l'antic santuari. El fet que el nou santuari s'edifiqués en el Pla de la Basseta i no en el seu antic emplaçament produí certa consternació entre la gent del Pallars perquè perdien el predomini sobre el santuari, ja que l'anterior es trobava en el vessant del Pallars. Va ser completat el 1959 per l'arquitecte Isidre Puig i Boada que fou seguidor i estudiós d'Antoni Gaudí.